# Aina Clotet Fresquet
Aina Clotet Fresquet (Barcelona, 23 de setembre de 1982) és una actriu catalana de teatre, cinema i televisió, germana petita del també actor Marc Clotet i filla del doctor Bonaventura Clotet.
És graduada en Comunicació Audiovisual per la Universitat Pompeu Fabra (2005).

## Teatre
- Tota una senyora (2002), de Montserrat Cornet. Teatre Goya (Barcelona)
- Geloses (2003), d'Esther Villar. La Villarroel (Barcelona)
- Las señoritas de Siam (2005), d'Ever Blanchet. Versus Teatre (Barcelona)
- Algo (2005-2006), d'Àlex Mañas. Versus Teatre (Barcelona) i Teatro Tarambana (Madrid)
- Borges y Sábato (2006), lectura dramatitzada dirigida per Carles Canut. Teatre Romea (Barcelona)
- Sonets (2007), de Jordi Prat i Coll. Sala Planeta (Girona)
- Germanes (2008-2009), de Carol López. La Villarroel (Barcelona)
- Escenes d'un matrimoni/Sarabanda (2010), d'Ingmar Bergman. Dir. Marta Angelat. Teatre Nacional de Catalunya (Barcelona)
- Joc de Miralls (2015), d'Annie Baker. Dir. Juan Carlos Martel Bayod. Teatre Lliure (Barcelona)

## Cinema

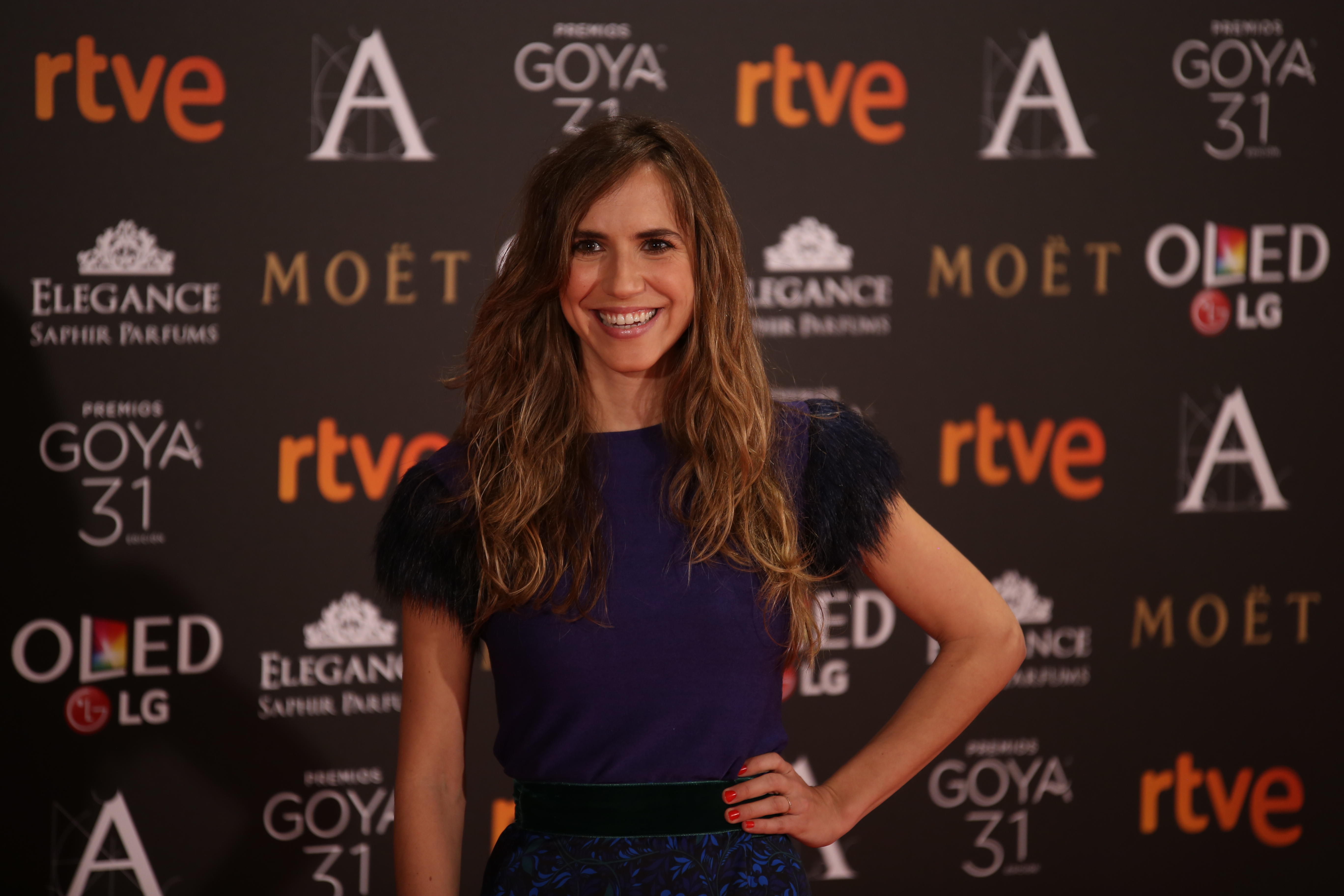
Aina Clotet en la Cerimònia dels Premis Goya 2017

- Anita no perd el tren (2001), de Ventura Pons
- Joves (2004), de Ramón Termens i Carles Torras
- Mala uva (2004), de Javier Domingo
- Sprint especial (2005), telefilm de Juan Carlos Claver
- Animals ferits (2006), de Ventura Pons
- 53 dies d'hivern (2006), de Judith Colell
- Positius (2007) (TV), amb guió d'Àlex Mañas i ella mateixa, i direcció de Judith Colell
- Elisa K (2010), de Judith Colell i Jordi Cadena
- El gènere femení (2010), de Carles Benpar
- Germanes (2011), de Carol López
- Les infidèles (2012), de Jean Dujardin, Gilles Lellouche, Emmanuelle Bercot, Fred Cavayé, Michel Hazanavicius, Eric Lartigau, Alexandre Courtès i Jan Kounen
- Els nens salvatges (2012)
- Difuminado (2014)
- Rastres de sàndal (2014)
- La filla d'algú (2019)
- 7 raons per fugir (2019)

Curtmetratges
- Bad Girl (2010), de Neil LaButte
- Room 21 (2010), de Roger Gual
- Mola ser malo, d'Alam Raja
- Hondo malestar, de Jordi Sánchez
- Gnomon, de Xabi García i Albert Baquero
- Arde en silencio, de David Victori

## Sèries de televisió
- Estació d'enllaç (1994-1999) (126 episodis)
- Temps de silenci (2001)
- Des del balcó (2001)
- Mirall trencat (2002) (1 episodi)
- Hospital Central (2005) (3 episodis)
- El cor de la ciutat (2006-2007) (26 episodis)
- Infidels (2009-2011) (42 episodis)
- Germanes (2010)
- Et dec una nit de divendres (2012)
- Gran Nord (2012-2013)
- Benvinguts a la família (2018-2019)
- Això no és Suècia (2023)[3]

## Premis i nominacions[4]

### Premis Gaudí
| Any  | Categoria                         | Pel·lícula              | Resultat |
| ---- | --------------------------------- | ----------------------- | -------- |
| 2009 | Millor pel·lícula per a televisió | Positius                | Nominat  |
| 2011 | Millor actriu                     | Elisa K                 | Nominat  |
| 2013 | Millor actriu secundària          | Els nens salvatges      | Nominat  |
| 2015 | Millor actriu                     | Rastres de sàndal       | Nominat  |
| 2016 | Millor actriu secundària          | Barcelona, nit d'hivern | Nominat  |
| 2017 | Millor curtmetratge               | Tiger                   | Nominat  |
| 2020 | Millor curtmetratge               | Después también         | Nominat  |
| 2020 | Millor actriu secundària          | 7 raons per fugir       | Nominat  |
| 2020 | Millor actriu                     | La filla d'algú         | Nominat  |
| 2024 | Millor actriu secundària          | Els encantats           | Nominat  |

### Premis
- 2004. Premi a la millor interpretació femenina en la IV Edició dels Premis de Cinema de Barcelona, amb la pel·lícula Joves
- 2007. Premi a la millor interpretació femenina i premi actriu revelació en el Festival de Cinéma Espagnol de Toulouse, amb la pel·lícula 53 dies d'hivern
- 2008. Premi Butaca a la millor actriu catalana de cinema, amb la pel·lícula 53 dies d'hivern
- 2011. Premi Sant Jordi a la millor actriu espanyola, per Elisa K
- 2012. Premi a la millor actriu secundària en el Festival de Màlaga, per Els nens salvatges
- 2024. Premi a la millor interpretació al festival Canneserie per Això no és Suècia.[5]

### Nominacions
- 2006. Millor actriu en la VI edició dels Premis de Cine de Barcelona, amb la pel·lícula 53 dies d'hivern